# Qatars Grand Prix
Qatars Grand Prix är en deltävling i Formel 1 som körs i Qatar. Det första loppet kördes under säsongen 2021 på Losail International Circuit den 21 november 2021. Loppet kördes inte under 2022 men återvände till F1-kalendern 2023.

## Historia
Formel 1-säsongen 2021 planerades till en början att köras över 23 lopp. Säsongens inledande lopp, Australiens Grand Prix, sköts till en början upp på grund av covid-19-restriktioner i landet innan den ställdes in.
Avbrytandet av Australiens Grand Prix inträffade sent under säsongen och lämnade en ledig plats i kalendern, och det inledande Qatar Grand Prix tillkännagavs som dess ersättare i oktober 2021.

### 2021
Den inledande upplagan av Qatar Grand Prix ägde rum den 21 november, i stället för den inställda Australiens Grand Prix.

### 2023
Efter ett års frånvaro 2022, på grund av fotbolls-VM 2022 som arrangerades i Qatar mellan november och december, kom Qatar Grand Prix att återgå till kalendern på ett 10-årskontrakt från och med 2023. En ny specialbyggd bana föreslogs initialt för loppet 2023, men loppet kom att köras på Lusail.

## Vinnare Qatars Grand Prix

### År
| År   | Bana                         | Förare         | Konstruktör |
| ---- | ---------------------------- | -------------- | ----------- |
| 2023 | Losail International Circuit | Max Verstappen | Red Bull    |
| 2021 | Losail International Circuit | Lewis Hamilton | Mercedes    |

## Officiella namn
- 2021: Ooredoo Qatar Grand Prix
- 2023: Qatar Airways Qatar Grand Prix